# Cratere Niamh
Niamh  è un cratere sulla superficie di Europa.